# استرایک
استرایک نام یک مجموعهٔ تلویزیونی محصول بی‌بی‌سی است که بر اساس رمان‌های کارآگاهی کورمورن استرایک نوشتهٔ  کورمورن استرایک (نام مستعار جی کی رولینگ)  ساخته شده‌است. پخش سریال از ۲۷ اوت ۲۰۱۷ آغاز شد. فصل اول این مینی سریال بر اساس اولین رمان از ماجراهای استرایک با نام آوای فاخته ساخته شده‌است

## خلاصه داستان
کورمورن استرایک یک جانباز جنگی است که پس از جنگ کارآگاه خصوصی شده و همچنان که در دفتر کوچکی در خیابان دانمارک لندن مشغول به کار است هم از نظر جسمی و هم روحی آسیب دیده‌است. شمّ پلیسی منحصر به فرد و سابقهٔ فعالیتش در بخش ویژه بازرسی در حل چهار پروندهٔ پیچیده که پلیس را گمراه کرده به کمک او می‌آیند. رابین الاکوت زن جوان زیبا و عاقلی است که به‌طور اتفاقی منشی دفتر کارآگاهی استرایک می‌شود و با وجود مخالفت نامزدش دستیار استرایک می‌ماند.
فصل اول، آوای فاخته، ماجرای قتل لولا لندری، سوپر مدل معروف انگلیسی است. پلیس معتقد است لولا خودکشی کرده و پرونده مختومه شده‌است. سه ماه بعد، برادر ناتنی لولا، جان بریستو، به سراغ کورمورن استرایک می‌رود. او مطمئن است لولا خودکشی نکرده و می‌خواهد یک کاراگاه بی سر و صدا پرونده را بررسی کند.
فصل دوم، کرم ابریشم، با مراجعه زنی ساده‌دل برای پیدا کردن شوهرش، نویسنده‌ای ورشکسته آغاز می‌شود. اون کواین پس از فرستادن نسخه آخرین کتابش برای ناشر مفقود شده‌است. کتابش با نام بامبیکس موری (برگردان لاتین کرم ابریشم) داستانی استعاری و پر از هجو دربارهٔ دوستان و همکارانش است که ناراحتی زیادی به وجود آورده. پس از پیدا شدن جسد نویسنده در شرایطی که در انتهای کتابش توصیف کرده، شکی نیست که یکی از شخصیت‌های کتاب قاتل اوست. معما پیچیده‌است و آشکار شدن هویت قاتل مخاطب را شگفت‌زده می‌کند.
فصل سوم، رد پای شیطان، با دریافت یک بسته پستی حاوی پای بریده یک زن جوان آغاز می‌شود. استرایک دو متهم از دوران خدمت در ارتش را می‌شناسد که توانایی و انگیزه این جنایت را دارند. او شوهر مادرش را که از اتهام قتل تبرئه شده به فهرست اضافه می‌کند. با وجود محدود بودن تعداد مظنونان، پیدا کردن سرنخ اصلی ماجرا مشکل و هوشمندانه است.
فصل چهارم، سفیدی مرگبار، با حضور یک مرد جوان روان‌پریش در دفتر استرایک و بازگویی خاطره‌اش از قتل و دفن جسد یک دختربچه در حیاط خانه روستایی آغاز می‌شود. استرایک داستان او را باور می‌کند و برای حل معما درگیر ماجرای اخاذی از یک وزیر و قتل او می‌شود.

## بازیگران
- تام برک در نقش کورمورن استرایک
- هالیدی گرینجر در نقش رابین الاکوت
- الاریکا جانسون در نقش لولا لندری
- لئو بیل در نقش جان بریستو
- برایان باول در نقش دریک ویلسون
- شان فیلیپس در نقش بانوی ایوت بریستو
- کیلین اسکات در نقش اریک واردل
- بن کرمپتون در نقش شانکر
- لوگان کر در نقش متیو کانلیف
- مارتین شا و در نقش تونی لندری
- دیوید آوری در نقش نیکو کولواز-جون
- تارا فیتزجرالد در نقش تانزی بستیگوئی
- ماریو دمیتریو در نقش خبرنگار

## فهرست قسمت‌ها

### فصل ۱ (۲۰۱۷)
- ستون اول جدول مربوط به تعداد قسمت‌های کل مجموعه است.
- ستون دوم مربوط به تعداد قسمت‌های این فصل به تنهایی است.

| № | # | عنوان                 | کارگردان    | فیلم‌نامه‌نویس | تاریخ پخش      |
| - | - | --------------------- | ----------- | ------------ | -------------- |
| ۱ | ۱ | «آوای فاخته (قسمت ۱)» | مایکل کیلور | بن ریچاردز   | ۲۷ اوت ۲۰۱۷    |
| ۲ | ۲ | «آوای فاخته (قسمت ۲)» | مایکل کیلور | بن ریچاردز   | ۲۸ اوت ۲۰۱۷    |
| ۳ | ۳ | «آوای فاخته (قسمت ۳)» | مایکل کیلور | بن ریچاردز   | ۳ سپتامبر ۲۰۱۷ |

### فصل ۲ (۲۰۱۷)
- ستون اول جدول مربوط به تعداد قسمت‌های کل مجموعه است.
- ستون دوم مربوط به تعداد قسمت‌های این فصل به تنهایی است.

| № | # | عنوان                 | کارگردان   | فیلم‌نامه‌نویس | تاریخ پخش       |
| - | - | --------------------- | ---------- | ------------ | --------------- |
| ۴ | ۱ | «کرم ابریشم (قسمت ۱)» | کیرون هاکس | تام اج       | ۱۰ سپتامبر ۲۰۱۷ |
| ۵ | ۲ | «کرم ابریشم (قسمت ۲)» | کیرون هاکس | تام اج       | ۱۷ سپتامبر ۲۰۱۷ |

فصل ۳ (۲۰۱۸)
- ستون اول جدول مربوط به تعداد قسمت‌های کل مجموعه است.
- ستون دوم مربوط به تعداد قسمت‌های این فصل به تنهایی است.

| № | # | عنوان                   | کارگردان     | فیلم‌نامه‌نویس | تاریخ پخش            |
| - | - | ----------------------- | ------------ | ------------ | -------------------- |
| ۶ | ۱ | «رد پای شیطان (قسمت ۱)» | چارلز استریج | تام اج       | الگو:تاریخ آغاز ۲۰۱۸ |
| ۷ | ۲ | «رد پای شیطان (قسمت ۲)» | چارلز استریج | تام اج       | ۴ مارس ۲۰۱۸          |

فصل ۴ (۲۰۲۰)
- ستون اول جدول مربوط به تعداد قسمت‌های کل مجموعه است.
- ستون دوم مربوط به تعداد قسمت‌های این فصل به تنهایی است.

| №  | # | عنوان                   | کارگردان | فیلم‌نامه‌نویس | تاریخ پخش      |
| -- | - | ----------------------- | -------- | ------------ | -------------- |
| ۸  | ۱ | «سفیدی مرگبار (قسمت ۱)» | سو تالی  | تام اج       | ۳۰ اوت ۲۰۲۰    |
| ۹  | ۲ | «سفیدی مرگبار (قسمت ۲)» | سو تالی  | تام اج       | ۳۱ اوت ۲۰۲۰    |
| ۱۰ | ۳ | «سفیدی مرگبار (قسمت ۳)» | سو تالی  | تام اج       | ۶ سپتامبر ۲۰۲۰ |

## پخش
حق پخش این مجموعه را در ایالات متحده و کانادا، شبکه اچ‌بی‌او برعهد گرفته‌است.